# Judith Wiesner
Judith Wiesner (ur. 2 marca 1966 w Hallein) – austriacka tenisistka, reprezentantka kraju w Fed Cup, olimpijka z Barcelony (1992) i Atlanty (1996).

## Kariera tenisowa
Tenisistka w czasie swojej kariery wygrała sześć turniejów singlowych i trzy deblowe cyklu WTA Tour. Najwyższy ranking singlowy, miejsce 12, osiągnęła w 1997, a deblowy – miejsce 29, w 1989 roku.
Największe jej osiągnięcia to dwa ćwierćfinały singlowe w turniejach wielkoszlemowych – w Wimbledonie i US Open, oba w 1996 roku, oraz półfinał French Open w deblu, w 1990 roku.
Jako reprezentantka kraju wystąpiła dwukrotnie na igrzyskach olimpijskich, w 1992 w Barcelonie i w 1996 w Atlancie. Reprezentowała również swój kraj w rozgrywkach Fed Cup w latach 1983–1997. W związku z tym jest właścicielką swoistych rekordów w tych rozgrywkach dla Austrii, a mianowicie: najwięcej rozegranych meczów, najwięcej zwycięstw, najwięcej zwycięstw singlowych, najwięcej zwycięstw deblowych (wspólnie z Barbarą Schett) oraz najwięcej rozegranych tie-breaków.
Obecnie Wiesner jest kapitanem drużyny austriackiej w rozgrywkach Fed Cup, a także ambasadorem turnieju Gastein Ladies w Bad Gastein. Zasiada także we władzach miasta w Salzburgu. Jej mężem jest Roland Floimar, austriacki polityk.

## Finały turniejów WTA
| Legenda                | Legenda |
| ---------------------- | ------- |
| Wielki Szlem           |         |
| Igrzyska olimpijskie   |         |
| WTA Tour Championships |         |
| 1988 – 2008            |         |
| Kategoria I            |         |
| Kategoria II           |         |
| Kategoria III          |         |
| Kategoria IV           |         |
| Kategoria V            |         |

### Gra pojedyncza (5–7)
| Końcowy wynik | Nr | Data             | Turniej         | Nawierzchnia | Przeciwniczka     | Wynik finału  |
| ------------- | -- | ---------------- | --------------- | ------------ | ----------------- | ------------- |
| Finalistka    | 1. | 22 maja 1988     | Strasburg       | Ceglana      | Sandra Cecchini   | 3:6, 0:6      |
| Zwyciężczyni  | 1. | 24 lipca 1988    | Aix-en-Provence | Ceglana      | Sylvia Hanika     | 6:1, 6:2      |
| Zwyciężczyni  | 2. | 16 lipca 1989    | Arcachon        | Ceglana      | Barbara Paulus    | 6:3, 6:7, 6:1 |
| Finalistka    | 2. | 25 marca 1990    | Key Biscayne    | Twarda       | Monica Seles      | 1:6, 2:6      |
| Finalistka    | 3. | 21 lipca 1991    | Kitzbühel       | Ceglana      | Conchita Martínez | 1:6, 6:2, 3:6 |
| Zwyciężczyni  | 3. | 24 maja 1992     | Strasburg       | Ceglana      | Naoko Sawamatsu   | 6:1, 6:3      |
| Finalistka    | 4. | 23 maja 1993     | Strasburg       | Ceglana      | Naoko Sawamatsu   | 6:4, 1:6, 3:6 |
| Finalistka    | 5. | 18 lipca 1993    | Kitzbühel       | Ceglana      | Anke Huber        | 4:6, 1:6      |
| Finalistka    | 6. | 31 lipca 1994    | Maria Lankovitz | Ceglana      | Anke Huber        | 3:6, 3:6      |
| Zwyciężczyni  | 4. | 28 sierpnia 1994 | Schenectady     | Twarda       | Łarysa Sawczenko  | 7:5, 3:6, 6:4 |
| Zwyciężczyni  | 5. | 30 lipca 1995    | Maria Lankovitz | Ceglana      | Ruxandra Dragomir | 7:6, 6:3      |
| Finalistka    | 7. | 5 stycznia 1997  | Auckland        | Twarda       | Marion Maruska    | 3:6, 1:6      |

### Gra podwójna (3–6)
| Końcowy wynik | Nr | Data                 | Turniej   | Nawierzchnia | Partnerka               | Przeciwniczki                               | Wynik finału  |
| ------------- | -- | -------------------- | --------- | ------------ | ----------------------- | ------------------------------------------- | ------------- |
| Zwyciężczyni  | 1. | 11 października 1987 | Ateny     | Ceglana      | Andrea Betzner          | Kathleen Horvath Dinky Van Rensburg         | 6:4, 7:6      |
| Finalistka    | 1. | 31 lipca 1988        | Hamburg   | Ceglana      | Andrea Betzner          | Jana Novotná Tine Scheuer-Larsen            | 4:6, 2:6      |
| Zwyciężczyni  | 2. | 7 sierpnia 1988      | Ateny     | Ceglana      | Sabrina Goleš           | Silke Frankl Sabine Hack                    | 7:5, 6:0      |
| Finalistka    | 2. | 30 kwietnia 1989     | Barcelona | Ceglana      | Arantxa Sánchez Vicario | Jana Novotná Tine Scheuer-Larsen            | 2:6, 6:2, 6:7 |
| Zwyciężczyni  | 3. | 28 maja 1989         | Strasburg | Ceglana      | Mercedes Paz            | Lise Gregory Gretchen Magers                | 6:3, 6:3      |
| Finalistka    | 3. | 22 października 1989 | Zurich    | Dywanowa     | Nathalie Tauziat        | Jana Novotná Helena Suková                  | 3:6, 6:3, 4:6 |
| Finalistka    | 4. | 28 kwietnia 1991     | Barcelona | Ceglana      | Nathalie Tauziat        | Martina Navrátilová Arantxa Sánchez Vicario | 1:6, 3:6      |
| Finalistka    | 5. | 26 kwietnia 1992     | Barcelona | Ceglana      | Nathalie Tauziat        | Conchita Martínez Arantxa Sánchez Vicario   | 4:6, 1:6      |
| Finalistka    | 6. | 28 lutego 1993       | Linz      | Dywanowa     | Conchita Martínez       | Jewgenija Maniokowa Leila Meschi            | walkower      |